# بخش (پنسیلوانیا)

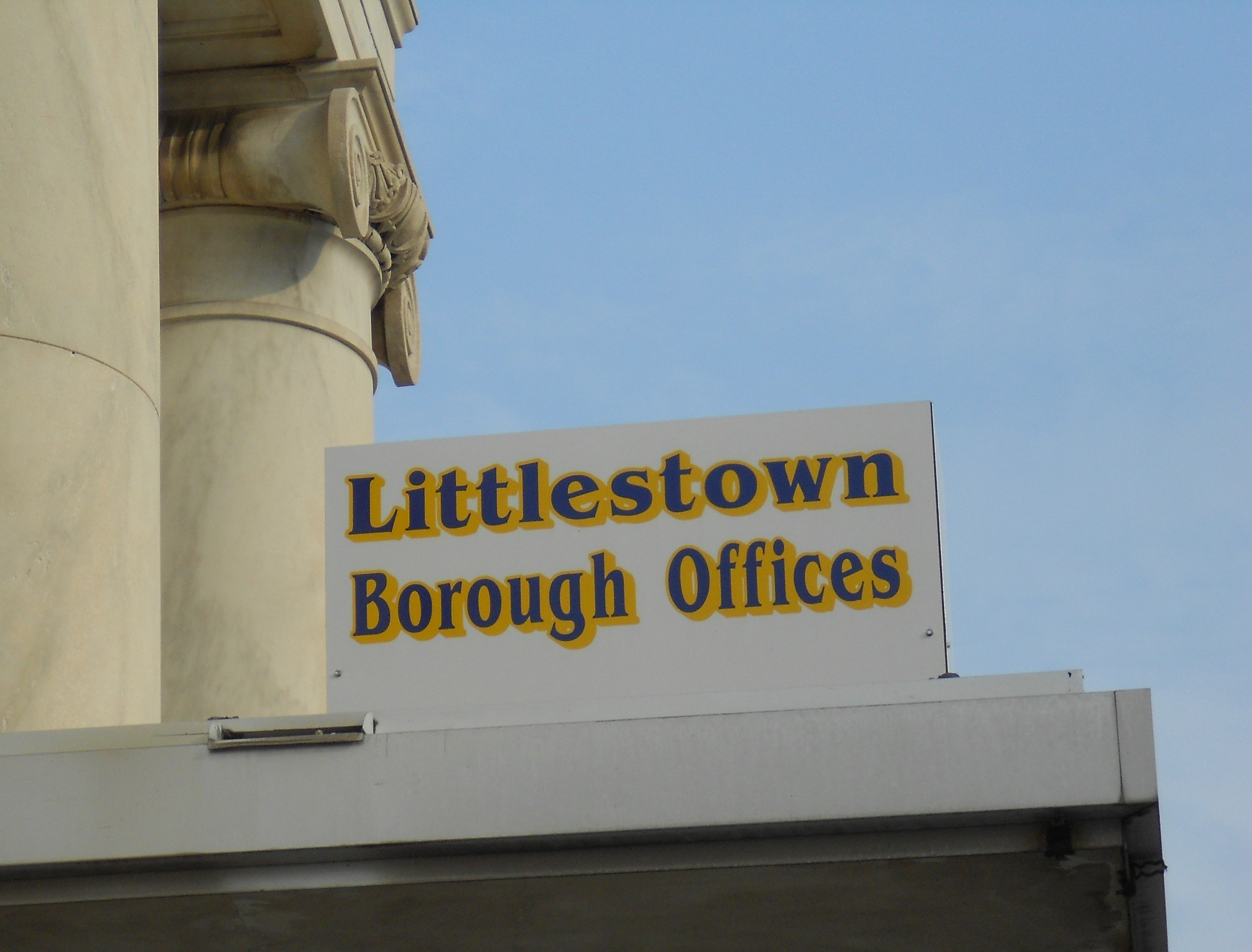
دفاتر شهرداری لیتلزتاون، منطقه ای از پنسیلوانیا.

در مشترک‌المنافع پنسیلوانیا در ایالات متحده، یک بخش یک شهرک خودگردان است که از آن به عنوان شهر نیز یاد می‌شود، اما معمولاً کوچک‌تر از یک شهر است و دارای تراکم جمعیتی مشابه در مناطق مسکونی خود است. این بخش‌ها بعضاً بعنوان «شهرهای خردسال» تصور می‌شود و معمولاً اختیارات و مسئولیت‌های کمتری نسبت به شهرهای تمام عیار دارند.
بخش‌ها تمایل دارند مناطق تجاری و تمرکز بیشتری در ساختمان‌های اداری عمومی و تجاری، از جمله دادگاه‌ها داشته باشند. بخش‌های بزرگتر، کم جادارتر و توسعه یافته تر از شهرهای نسبتاً روستایی هستند که غالباً از قلمرو بیشتری برخوردار هستند و حتی محله‌هایی با همین نام یا حتی به همین نام را احاطه می‌کنند.
در پنسیلوانیا ۹۵۶ بخش و ۵۶ شهر وجود دارد. بسیاری از شهرداری‌های حاکم بر خانه حتی در صورت عدم استفاده از کدهای بخشداری و شهرستانی ایالت، برای اهداف خاص طبقه‌بندی می‌شوند.